# Line integral convolution

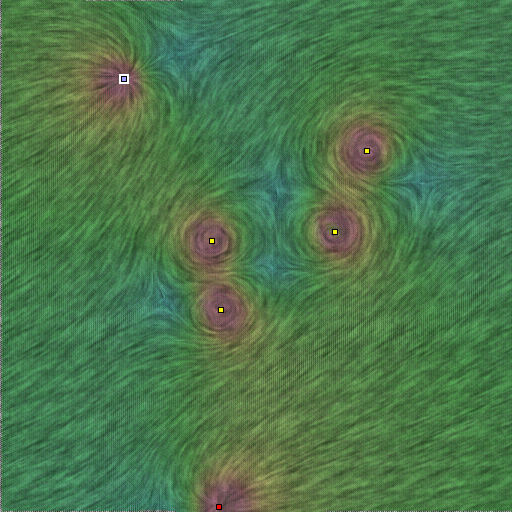
Visualisation d'un champ de vecteurs par line integral convolution.

En visualisation scientifique, la line integral convolution (souvent abrégée LIC, litt. « convolution intégrale de ligne ») est une méthode permettant de visualiser un champ de vecteurs, par exemple un fluide en mouvement. Elle est proposée en 1993 par Brian Cabral and Leith Casey Leedom,.
Elle produit, à partir de bruit, une image dont les valeurs des pixels sont fortement corrélées le long des lignes de niveau, mais peu corrélées orthogonalement à ces dernières.